# Archieparchie Ahváz
Archieparchie Ahváz je eparchie chaldejské katolické církve, nacházející se v Íránu.

## Území
Archieparchie zahrnuje velkou část území Íránu a to až ke hranicím Afghánistánu, Pákistánu, k Perskému zálivu a Iráku.
Archieparchiálním sídlem je město Ahváz, kde se nachází jediná farnost archieparchie a to kostel Surp Mesrob.
K roku 2015 měla 40 věřících.

## Historie
V perské době se zde nacházela nestoriánská diecéze Hormizd Ardashir, patřící jako sufragána pod arcidiecézi Beth Lapat.
Dne 3. ledna 1966 byla bulou Ex quo tempore papeže Pavla VI. vytvořena archieparchie Ahváz a to z části území archieparchie Sehna.

## Seznam archieparchů
- Thomas Michel Bidawid (1966–1970)
- Samuel Chauriz, O.S.H. (1972–1974)
- Hanna Zora (1974–2011)
  - Ramzi Garmou (od 2013) (patriarchální administrátor)